# درجة درج

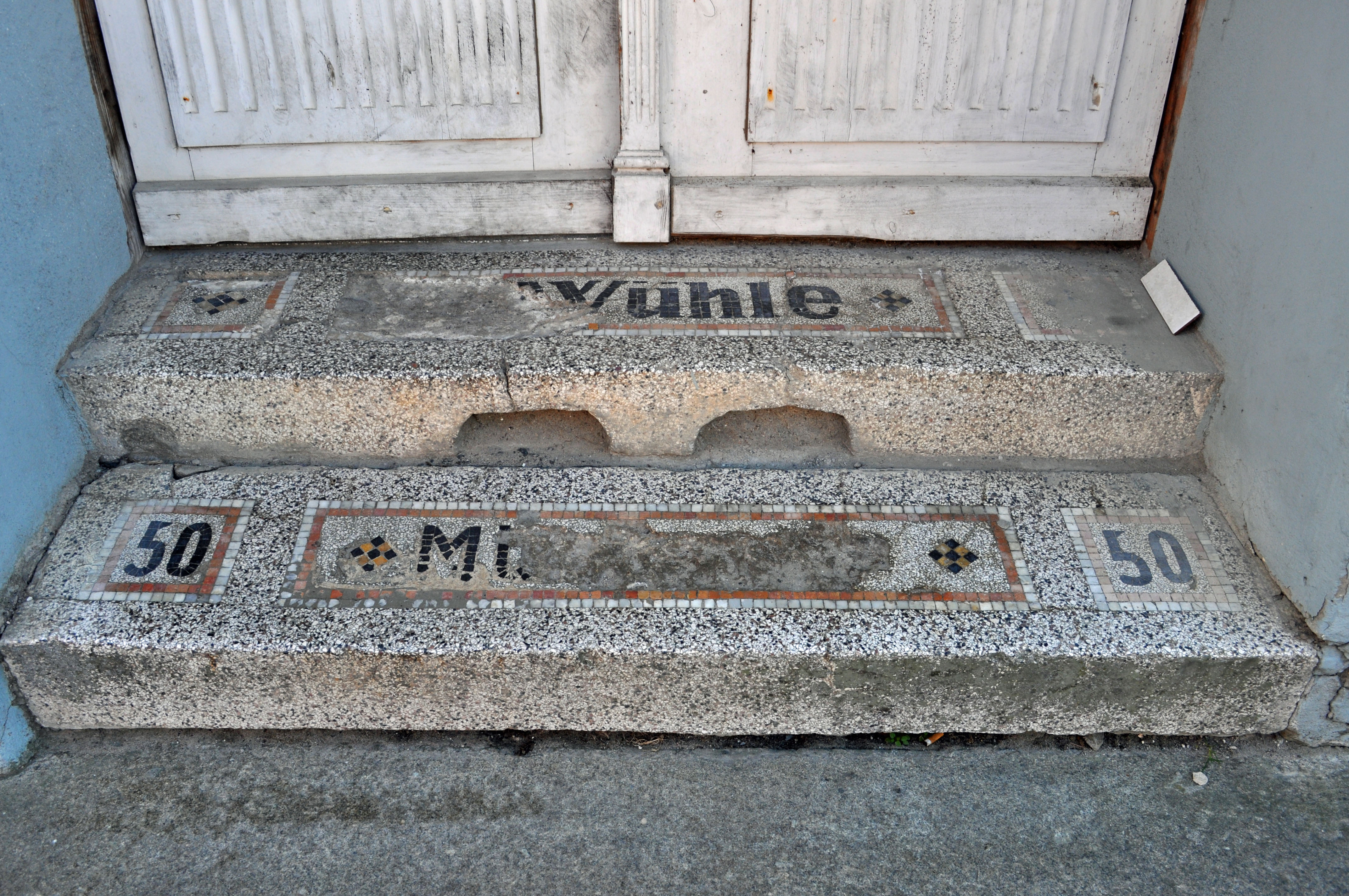
درجتان مزينتان بنقوش بمدخل منزل

الدَّرَجة هي أساس الدرج. فالدرج ينشأ من عدة درجات فيتيح الصعود من طابق إلى آخر.